# كارل بي. اولسن
كارل بي. اولسن (بالإنجليزية: Carl B. Olsen)‏ هو ضابط أمريكي، ولد في 24 مايو 1904، وتوفي في 4 مارس 1998.